# Општина Атид (Харгита)
Атид (рум. Atid) општина је у Румунији у округу Харгита.
Oпштина се налази на надморској висини од 471 m.